# L'Éco austral
L'Éco austral est un magazine économique du sud-ouest de l'océan Indien. 

## Histoire
L'Éco austral a été créé en 1993 à La Réunion. Le magazine vise une audience d'acteurs économiques du sud-ouest de l’océan Indien.

## Description
Implanté à La Réunion, à Maurice, à Madagascar, à Mayotte, aux Comores et disposant d’un réseau de correspondants en Afrique australe, L'Éco austral livre chaque mois l’essentiel de l’actualité économique de la zone, mais aussi des dossiers de fond, des articles d’analyse, des sondages réalisés auprès des chefs d’entreprise, des portraits de décideurs et des informations pratiques (appels d’offres, prévisions de travaux, opportunités…). Le magazine est fondé par le journaliste Alain Foulon (né à Enghien-les-Bains en 1957) ; le consultant en commerce international Claude Godériaux est associé dans la société éditrice de L'Eco austral,.
Dès la fin des années 1990, la ligne éditoriale définie par Alain Foulon est critiquée. Dans L'Eco austral sont publiées en effet des tribunes de personnalités généralement classées à l'extrême-droite telles que Jean-Gilles Malliarakis (1999-2000), Emmanuel Ratier (2003, sur les « zones d’ombre » supposées  envelopper les attentats du 11 septembre 2001), Bernard Lugan (2004).

## Lancement deSanté australen 2011
L’Eco Austral lance en 2011 un magazine trimestriel, Santé Austral, qui s'adresse aussi bien aux professionnels de la santé qu'à un public non-initié de La Réunion, de Maurice, des Seychelles, de Madagascar et d'Afrique du Sud. Il est diffusé à hauteur de 30 000 exemplaires. Le lancement de Santé austral a été marqué par la présence de la ministre de la santé mauricienne Maya Hanoomanjee.